# Mórágy
Mórágy là một thị trấn thuộc hạt Tolna, Hungary. Thị trấn này có diện tích 17,62 km², dân số năm 2010 là 730 người, mật độ 41 người/km².